# Nadia Naji
Nadia Naji (ur. 2 lutego 1992 w Brukseli) – belgijska (flamadzkojęzyczna) polityk, w latach 2022–2024 współprzewodnicząca Groen (razem z Jeremie Vaneeckhoutem).

## Życiorys
Córka Marokańczyka i Algierki. Studiowała na Vrije Universiteit Brussel, gdzie uzyskała licencjat z zarządzania w mediach (2013) i magisterium z medioznawstwa (2015). Od 2014 do 2017 pracowała w branży public relations, następnie do 2020 w redakcji portalu bruzz.be. W latach 2020–2021 odpowiadała za rekrutację studentów na Vrije Universiteit Brussel, wykładała także gościnnie na Erasmushogeschool Brussel.
W 2021 wstąpiła do Groen, była asystentką parlamentarzystów i doradcą minister w rządzie regionalnym Elke Van den Brandt. W czerwcu 2022 została wybrana współprzewodniczącą partii wspólnie z Jeremie Vaneeckhoutem. W 2024 z powodzeniem kandydowała do Parlamentu Walońskiego (Francuskiej Wspólnoty Belgii). Zakończyła kierowanie partią w grudniu 2024, w głosowaniu wybrano wówczas jednego przewodniczącego Barta Dhondta.
W 2023 zawarła związek małżeński.